# فلورشتات
فلوراشتات (بالألمانية: Florstadt) هي بلدة، مدينة و بلدة ألمانية تقع في ألمانيا في Wetteraukreis.